# Langer Soma
Langer Soma (Budapest, 1978. szeptember 27. –) magyar színész, énekes. 

## Életpályája
1995-1998 között a Veszprémi Petőfi Színház stúdiójában tanult, 1995-2001 között a színházban játszott. 2001-2004 között a Budapesti Operettszínház stúdiósa volt, azóta rendszeresen szerepel a színház előadásaiban. 2004-2006 között az Operett Akadémia tanulója volt.

## Fontosabb színházi szerepei
- Johann Strauss: A denevér – Falke, Frank (Budapesti Operettszínház, Debreceni Csokonai Színház, Izraeli Operaház – Tel Aviv, Teatro Allighieri – Ravenna, Teatro Politeama -  Catanzaro, Festspielhaus Baden-Baden)
- Fekete Gyula: Egy anya története (ősbemutató) – Csipkebokor (Bartók Plusz Operafesztivál – Miskolc, Zeneakadémia)
- Jacques Offenbach: Kékszakáll – Oscar (Budapesti Operettszínház)
- Puccini: Gianni Schicchi – Marco (Bartók Plusz Operafesztivál – Miskolc, Budapesti Operettszínház)
- Jim Steinman: Vámpírok bálja – Krolock gróf (Pesti Magyar Színház  – PS Produkció)[4]
- Eisemann Mihály: Egy csók és más semmi – Dr. Sándor (Vidám Színpad)
- Szirmai Albert: Mágnás Miska – Mixi gróf (Budapesti Operettszínház)
- Szirmai Albert: Tündérlaki lányok – Petrenczey Gáspár (Budapesti Operettszínház)
- Lehár Ferenc: A víg özvegy – Cascada (Budapesti Operettszínház)
- Lehár Ferenc: Luxemburg grófja – Lord Lanchaster (Budapesti Operettszínház)
- Szomor György: Monte Cristo grófja - Jacopo (Budapesti Operettszínház)
- Lehár Ferenc:A mosoly országa - Csang herceg (Budapesti Operettszínház)
- Kálmán Imre: Marica grófnő - Dragomir herceg (Budapesti Operettszínház)
- Kacsóh Pongrác: János vitéz - Bagó (Budapesti Operettszínház)
- Kacsóh Pongrác: János vitéz - Strázsamester (Budapesti Operettszínház)
- Szörényi - Bródy: István a király - Sur (Budapesti Operettszínház)
- Kálmán Imre: Csárdáskirálynő - Rohnsdorff ezredes (Budapesti Operettszínház)
- Pejtsik Péter: Az Orfeum mágusa - Hajós (Budapesti Operettszínház)
- Kálmán Imre: A cirkuszhercegnő - Sergius Vladimir nagyherceg (Budapesti Operettszínház)
- Dés László—Geszti Péter—Békés Pál: A dzsungel könyve - Ká (Göfme)
- Petőfi Sándor: A helység kalapácsa - Csepü Palkó (Göfme)
- Ábrahám Pál: Bál a Savoyban - Pomerol (Budapesti Operettszínház)
- Kálmán Imre: Csárdáskirálynő - Feri bácsi (Budapesti Operettszínház)
- Huszka Jenő: Mária főhadnagy - Kossuth Lajos (Budapesti Operettszínház)
- Lévay Szilveszter: Mozart! - Arco gróf (Budapesti Operettszínház)